# Морис (Ајова)
Морис (енгл. Maurice) град је у америчкој савезној држави Ајова. По попису становништва из 2010. у њему је живело 275 становника.

## Демографија
Према попису становништва из 2010. у граду је живело 275 становника, што је 21 (8,3%) становника више него 2000. године.
| Група             | 2000.        | 2010.       |
| Белци             | 254 (100.0%) | 257 (93,5%) |
| Афроамериканци    | 0 (0,0%)     | 1 (0,4%)    |
| Азијати           | 0 (0,0%)     | 0 (0,0%)    |
| Хиспаноамериканци | 0 (0,0%)     | 16 (5,8%)   |
| Укупно            | 254          | 275         |